# Vasile Bichigean
Vasile Bichigean (n. 10 ianuarie 1880, Năsăud, Austro-Ungaria – d. 15 martie 1950, Bistrița, România) a fost un filolog român, specialist în filologie clasică (latină-greacă). 
La 1 decembrie 1918 era delegat la Marea Adunare Națională de la Alba Iulia, organismul legislativ reprezentativ al „tuturor românilor din Transilvania, Banat și Țara Ungurească”, cel care a adoptat hotărârea privind Unirea Transilvaniei cu România.:p. 77

## Biografie
Vasile Bichigean a fost profesor la Liceul Grăniceresc din Năsăud, colaborator la Revista Someșană și redactor la anuarul Liceului Năsăudean. În perioada interbelică a fost directorul Liceului Găniceresc din Năsăud.
A fost fratele protopopului greco-catolic Gavril Bichigean (1891-1948).

## Activitatea politică

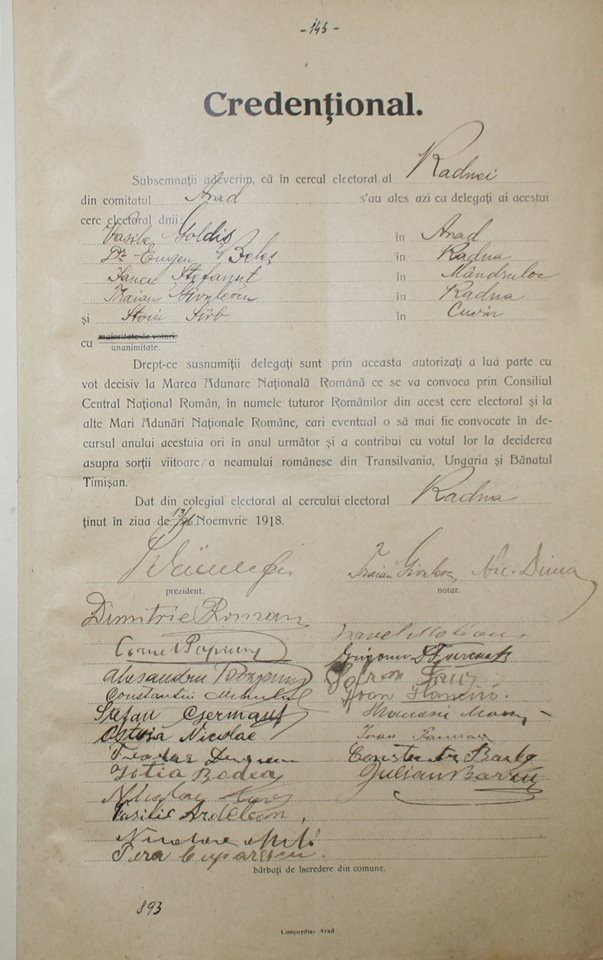
Credențional

Ca deputat în Adunarea Națională din 1 decembrie 1918 a reprezentat, ca delegat de drept, Fondurile greco-catolice din Vicariatul Rodnei.:p. 117

## Publicații
- Gramatica Latină, Gherla, 1906;
- Carte de citire latină, Gherla, 1906;
- Din istoria regimentului II de graniță, în: "Calendarul nostru", Bistrița, 1912, p. 17-23;[2]:p. 117
- Poëmation de secunda legione valachica sub Carolo barone Enzenbergio, în: Arhiva Someșeană, Năsăud, 1925.